# Martin Pfeiffer (Germanist)
Martin Pfeiffer (* 3. Dezember 1981) ist ein deutscher Germanist.

## Leben
Nach dem Magisterstudium (2002–2008) der Sprachwissenschaft des Deutschen, Kognitionswissenschaft und Romanischen Philologie an den Universitäten Freiburg im Breisgau und Tours war er von 2008 bis 2009 Mitarbeiter im DAAD-Forschungsprojekt Syntax of Spoken Swedish and German, PPP-Austausch zwischen dem Institute for Scandinavian Languages and Literature der Universität Helsinki und dem Deutschen Seminar – Germanistische Linguistik der Universität Freiburg (Peter Auer, Jan Lindström). Nach der Promotion (2009–2014) im Fach Sprachwissenschaft des Deutschen an der Universität Freiburg im Breisgau war er dort seit 2015 Akademischer Rat a. Z. am Deutschen Seminar – Germanistische Linguistik. An der Universität Potsdam übernahm er zum 1. Oktober 2021 eine Professur für Germanistische Linguistik / Sprachgebrauch an der Philosophischen Fakultät.
Seine Forschungsinteressen sind Pragmatik, Syntax, Prosodie, Diskurspartikeln, Interaktionale Linguistik, Konversationsanalyse, Multimodale Kommunikation, Soziolinguistik, Dialektologie, Erstspracherwerb und Sprachvergleich.

## Schriften (Auswahl)
- Selbstreparaturen im Deutschen. Syntaktische und interaktionale Analysen. Berlin 2015, ISBN 3-11-044414-3.

### Herausgeberschaft
- mit Pia Bergmann, Jana Brenning und Elisabeth Reber: Prosody and embodiment in interactional grammar. Berlin 2012, ISBN 978-3-11-029504-7.
- mit Tobias Streck, Andrea Streckenbach: Alemannische Dialektologie – Forschungsstand und Perspektiven. Sonderheft, Linguistik Online Bd. 98 Nr. 5, 2019; online